# Point Reyes
Point Reyes je mys na pobřeží Kalifornie. Nachází se v okrese Marin County 50 km severozápadně od města San Francisco. Mezi mysem a pevninou leží záliv Drakes Bay. Mys je skalnatý a je známý silným větrem a častými mlhami, vegetaci tvoří chaparral. Okolní oblast je chráněna jako Point Reyes National Seashore o rozloze 278 km², vyhlášená v roce 1962.
Původními obyvateli oblasti byli Miwokiové. Španělský objevitel Sebastián Vizcaíno místo nazval Punto de los Reyes (Mys králů), protože zde přistál na Tři krále roku 1603.
V roce 1870 byl na mysu postaven maják. Místo je populárním cílem výletů, provozují se zde vodní sporty i pozorování ptactva a rypoušů severních. John Carpenter zde natočil filmový horor Mlha (1980).